# Merobentos
Merobentos, hemibentos – element bentosu, sezonowy składnik bentosu, do którego zaliczane są m.in. organizmy planktonowe, pojawiające się na dnie tylko w niektórych stadiach rozwojowych (zobacz cykl życiowy). Te organizmy planktonowe zaliczane są także do meroplanktonu. Do merobentosu zaliczane są także organizmy, które w określonej, często niekorzystnej dla nich, porze roku (np. zima) zasiedlają dno. 